# 大中街道
大中街道，是中华人民共和国江苏省盐城市大丰区下辖的一个乡镇级行政单位。大中街道行政区域面积217.13平方公里，常住人口18万人。

## 行政区划
大中街道管理28个居委会、28个村委会：
大刘社区、新村社区、育红社区、老街社区、新街社区、东宁社区、大华社区、城中社区、康平社区、健东社区、大新社区、飞达社区、人民社区、建业社区、建西社区、沿河社区、西河口社区、新团社区、滨河社区、新德社区、红花村、恒南村、恒丰村、恒北村、泰西村、泰丰村、双喜村、利民村、阜北村、大新村、同德村、德丰村、八灶村、新团村、光明村、元丰村、老坝村、晋丰村、晋北村和福丰村。